# Девушка с татуировкой дракона (фильм, 2009)
«Девушка с татуировкой дракона» (швед. Män som hatar kvinnor) — кинофильм режиссёра Нильса Ардена Оплева, вышедший на экраны в 2009 году. Экранизация одноимённого романа Стига Ларссона из трилогии «Миллениум».
Исходное название фильма (как и романа) — «Мужчины, которые ненавидят женщин». Под татуировкой в английском и русском названиях имеется в виду большое тату дракона на спине у Лисбет Саландер, одной из главных героинь фильма.

## Сюжет
Скандально известный журналист издания «Миллениум» Микаэль Блумквист, обвинивший известного магната Веннерстрёма в торговле оружием и финансовых махинациях, проигрывает последнему судебную тяжбу по обвинению в клевете: его источники либо предоставили недостоверную информацию, либо попросту испарились. В ожидании отсроченного заключения, оказавшись на время отстранённым от любимой профессии, Микаэль принимает предложение Хенрика Вангера (Свен-Бертиль Таубе), старейшины семьи Вангер, владеющей крупным концерном, заняться расследованием дела об убийстве его племянницы Харриет в далеком 1966 году. Изучая многочисленные документы и фотоматериалы, он постепенно погружается в историю запутанных взаимоотношений внутри многочисленного семейства Вангер. Одновременно этой темой начинает интересоваться Лисбет Саландер, замкнутая девушка со странностями, которой в своё время было поручено собрать информацию о Блумквисте. Испытывая неожиданный интерес к Микаэлю, уже после выполнения задания она проникает в его компьютер и знакомится с собранными материалами по делу о пропаже Харриет. Найдя ключ к разгадке одной из записей в дневнике девушки, Лисбет не может удержаться и сообщает о своих соображениях Микаэлю. Тот, оценив всю важность её догадки, предлагает вместе работать над этим делом.
Микаэль и Лисбет узнают, что с конца 1940-х годов и до исчезновения Харриет в стране произошло несколько ритуальных убийств девушек с еврейскими именами; они не были раскрыты. По-видимому, Харриет догадалась, что убийства совершал кто-то из её родственников, тем более что её покойный отец и двое из её дядей (один из них, Харальд, ещё жив) были нацистами. Во время пробежки по лесу в Микаэля стреляют, вскоре представители семьи Вангер советуют ему прекратить заниматься этим делом и уехать. Однако он и Лисбет полны решимости докопаться до истины. Микаэль проникает в дом пожилого дяди Харальда, где тот чуть не убивает его из ружья, однако его останавливает оказавшийся там же Мартин (брат Харриет). Тем временем Лисбет в архиве Вангеров смотрит финансовые отчёты и счета за те месяцы, когда происходили ритуальные убийства. Мартин Вангер заманивает Микаэля к себе в дом, связывает его и пытается задушить, признаваясь, что он уже много лет убивает девушек, подражая своему отцу, который занимался тем же. Однако он не убивал Харриет, она исчезла. В архиве Лисбет узнаёт, что во всех местах ритуальных убийств был не дядя Харриет, а её отец, а с ним ездил Мартин. Она врывается в дом Мартина и спасает Микаэля, а Мартин садится в машину и уезжает, однако погибает в аварии.
Выясняется, что Харриет, неоднократно подвергавшаяся насилию со стороны отца и брата и узнавшая об убийствах, в 1966 году при помощи своей двоюродной сестры Аниты сбежала из дома и с тех пор жила в Австралии. Микаэль находит её, и она приезжает повидаться с дядей Хенриком. Микаэль же отправляется отбывать свой срок, причём Лисбет приносит ему в тюрьму подлинные материалы на Веннерстрёма, которые позволяют Микаэлю написать сенсационную разоблачительную статью и вернуться в журналистику с триумфом.

## В ролях
- Микаэль Нюквист — Микаэль Блумквист
- Нуми Рапас — Лисбет Саландер
- Петер Хабер — Мартин Вангер
- Свен-Бертиль Таубе — Хенрик Вангер
- Лена Эндре — Эрика Бергер
- Петер Андерссон — Нильс Бьюрман
- Ингвар Хирдвалль — Дирх Фроде
- Марика Лагенкранц — Сесилия Вангер
- Бьёрн Гранат — Густаф Морелль
- Ева Фрёлинг — Харриет Вангер
- Гуннель Линдблум — Изабелла Вангер
- Давид Денсик — Янне Дальман
- Пер Оскарссон — Хольгер Пальмгрен
- Фредерик Ульссон — Гуннар Бреннлунд
- Якоб Эрикссон — Кристер Мальм
- София Ледарп — Малин Эрикссон

## Выход
Фильм был выпущен в 2009 году. Премьера на российском телевидении состоялась 17 декабря 2010 года на ТВ-3. В 2011 году вышла американская экранизация того же романа, режиссёром которой выступил Дэвид Финчер.

## Награды и номинации

### Награды
- 2010 — три премии «Золотой жук»: лучший фильм (Сёрен Стермозе), лучшая актриса (Нуми Рапас), премия зрителей (Нильс Арден Оплев)
- 2010 — премия зрителей за лучший повествовательный фильм на кинофестивале в Палм-Спрингс (Нильс Арден Оплев)
- 2010 — премия BAFTA за лучший фильм на иностранном языке.

### Номинации
- 2009 — номинация на премию «Аманда» (Норвегия) за лучший зарубежный фильм (Нильс Арден Оплев)
- 2009 — три номинации на премию European Film Awards: лучшая актриса (Нуми Рапас), лучший композитор (Якоб Грот), премия зрителей (Нильс Арден Оплев)
- 2010 — две номинации на премию «Золотой жук»: лучший актёр второго плана (Свен-Бертиль Таубе), лучшая операторская работа (Эрик Кресс)
- 2010 — две номинации на премию BAFTA: лучшая актриса (Нуми Рапас), лучший адаптированный сценарий (Николай Арсель, Расмус Хейстерберг)